# Foxcatcher (película)
Foxcatcher es una película dirigida por Bennett Miller y protagonizada por Steve Carell, Channing Tatum y Mark Ruffalo. Basado en la historia real del medallista olímpico Mark Schultz, el guion fue escrito por E. Max Frye y Dan Futterman. La película compitió por la Palma de Oro en el Festival de cine de Cannes de 2014 y Miller ganó el premio al Mejor Director.

## Sinopsis
El medallista olímpico Mark Shultz (Channing Tatum) recibe una propuesta del multimillonario John du Pont (Steve Carell): para ayudar a montar un campo de entrenamiento de lucha libre olímpica para los Juegos Olímpicos de Seúl de 1988 en su rancho en el campo, Pero, lentamente, Mark Shultz descubre que su mentor no es quien parece y el precio que debe pagar es muy alto.
En 1987, el campeón olímpico de lucha Mark Schultz habla en una escuela primaria en lugar de su hermano mayor, Dave. Ambos son ganadores de la medalla de oro olímpica en 1984, pero Mark se siente eclipsado por su hermano Dave. Mark es contactado por el filántropo y entusiasta de la lucha libre John E. du Pont, heredero de la fortuna de la familia du Pont, se las arregla para llevar a Mark a su propiedad privada en Pensilvania, donde du Pont ha construido un centro de alto rendimiento privado de entrenamiento de lucha libre. 
Du Pont invita a Mark a unirse a su equipo de lucha libre, Team Foxcatcher, en donde le pagan por entrenar para el Campeonato Mundial. Mark acepta la oferta y du Pont lo insta a reclutar también a su hermano mayor Dave, pero su hermano Dave se niega por el bien de su esposa y sus dos hijos, se establecieron donde viven, entonces Mark se muda solo a Pensilvania. 
Mark se queda en una acogedora casa de huéspedes ("El Chalet") y du Pont lo recibe más tarde en la noche, después de asistir a un compromiso social, a través del entrenamiento con sus nuevos compañeros de equipo y el apoyo financiero de du Pont, Mark sobresale con Foxcatcher, ganando una Medalla de Oro en el Campeonato Mundial de Lucha Libre de 1987. Du Pont lo elogia y desarrollan una amistad, viajan juntos a diferentes campeonatos en avión privado y helicóptero, en donde Du Pont le presenta a Mark la cocaína, comienza a usar regularmente. Le confía a Mark, a quien ahora llama un verdadero amigo, y le cuenta cómo su madre, Jean du Pont, le pagó a un niño para actuar como su amigo, cuando él pasaba su época de la niñez y adolescencia. John organiza y financia un torneo de lucha de maestros para mayores de 50 años, lo gana después de pagar al oponente para perder el combate final. 
Su madre, Jean le dice a su hijo considerar la lucha libre es un "deporte bajo" y no le gusta verlo "siendo bajo", es de baja categoría para su familia, que es de la élite social. Un día, Mark y sus compañeros de Foxcatcher se toman la mañana libre del entrenamiento para ver artes marciales mixtas (MMA) en la televisión. Enojado por esto (así como por la amarga negativa de Mark a estar en presencia de su hermano en el Equipo Foxcatcher), John abofetea a Mark y lo regaña, diciendo reclutará a Dave por cualquier medio necesario y al mismo tiempo exige a Mark resolver sus diferencias con su hermano, tan pronto como sea posible para unirse al equipo de campeones y estar listos para los Juegos Olímpicos.
Dave decide mudarse con su familia a Pensilvania para poder unirse a Foxcatcher y recibir dinero por su trabajo como entrenador, Marck con su autoestima dañada por du Pont, decide trabajar y entrenar solo, alejando tanto a John como a Dave de su rutina diaria de ejercicios. Mientras el equipo Foxcatcher se prepara para participar en las preliminares de los Juegos Olímpicos de verano de 1988 en Seúl, un día, Jean decide ver a su hijo, la madre de John es escoltada en silla de ruedas a su gimnasio en el rancho, para verlo entrenar a su equipo, entonces él torpemente demuestra maniobras básicas para ella y los otros luchadores, Jean se va disgustada después de verlo darle la espalda a su alumno.
En las Pruebas Olímpicas de 1988 en Pensacola, Florida, Mark se desempeña mal y pierde su primer partido, manejando mal la frustración, enfurecido por su fracaso, Mark destruye su habitación y se da un atracón de comida, Dave logra entrar en su habitación y se alarma por el estado de su hermano. Trabajan febrilmente para que Mark pueda llegar a su categoría de peso. Mientras Mark hace ejercicio, John llega e intenta hablar con él, pero Dave lo rechaza para mantenerlo concentrado antes de la competencia. Mark compite lo suficientemente bien como para ganar su partido y formar parte del equipo olímpico. Dave se da cuenta de la ausencia de du Pont en la celebración y se entera de su viaje a Pensilvania porque su madre ha muerto. 
Después de regresar a la propiedad de la familia en Pensilvania, Mark le dice a su hermano Dave, tú y yo sabemos que no puedo quedarme en Foxcatcher, cuando terminen los Juegos Olímpicos y le pide a Dave irse con él, lejos de John y el rancho donde está el centro de alto rendimiento. Se realiza un documental financiado por John sobre sus hazañas con Team Foxcatcher, durante el cual se le pide a Dave elogiarlo como entrenador y mentor, logrando el éxito en los Juegos Olímpicos; lo hace de mala gana y no está conforme con la propuesta. Mark pierde sus partidos en Seúl y abandona el equipo Foxcatcher para siempre. Mientras Dave continúa viviendo en la finca de John y entrenando con Foxcatcher en el centro de alto rendimiento, como condición para quedarse entrenando a nuevos atletas, negocia un acuerdo con du Pont para continuar apoyando financieramente a Mark, aunque ya no es miembro del equipo de lucha.
Más tarde, John está sentado solo en la sala de trofeos de su mansión viendo el documental sobre el Equipo Foxcatcher, que termina con Mark felicitándolo en una ceremonia descrita anteriormente, pero lo hace de mala manera y un poco disgustado, presionado y molesto, considera sería un escándalo. John llama a su guardaespaldas y conduce hasta la casa de Dave en los terrenos del rancho, donde lo encuentra en la entrada de la calle trabajando en la radio de su coche. Cuando Dave se acerca al auto de John para saludarlo, John le apunta con un arma y le pregunta si tiene algún problema con él, antes de dispararle tres veces y alejarse. La esposa de Dave, Nancy, corre hacia su esposo, quien muere en sus brazos, le tienden una trampa a John en su casa, la policía lo embosca y lo arresta, el juicio dura muchos años porque con su equipo de abogados alegan demencia, y la película termina con Mark compitiendo en una pelea de jaula con los vítores de la multitud resonando en su cabeza.

## Reparto
- Steve Carell[2] como John Eleuthère du Pont, multimillonario estadounidense, filántropo y entusiasta de la lucha grecorromana[3]
- Channing Tatum como Mark Schultz.
- Mark Ruffalo como Dave Schultz.
- Vanessa Redgrave como la madre de John Eleuthère du Pont.[4]
- Sienna Miller como Nancy Schultz, esposa de Dave.[5]
- Anthony Michael Hall como el asistente de John Eleuthère du Pont.[6]
- Guy Boyd como Henry Beck.
- Brett Rice como Fred Cole.
- Samara Lee como Danielle Schultz.
- Jackson Frazer como Alexander Schultz.
- Jane Mowder como Rosie.
- Daniel Hilt como Robert Garcia.
- Lee Perkins como Soldado Daly.

## Producción
El director Bennett Miller comenzó a desarrollar el proyecto en 2010. Megan Ellison cofinanció la película con Columbia Pictures y produjo junto a Miller y Anthony Bregman para su empresa Annapurna Pictures. Sony Pictures Classics estuvo a cargo de distribuir la película.
El rodaje comenzó en el área metropolitana de Pittsburgh el 15 de octubre de 2012, cerca de Sewickley, Pensilvania, incluyendo Sewickley Heights y Edgeworth. Una mansión de Sewickley Heights de 1899, Wilpen Hall, sirvió como la ubicación de la finca de Filadelfia de du Pont, llamada Foxcatcher Farm. 
El rodaje también tuvo lugar en las comunidades de Rector, McKeesport, White Oak y Connoquenessing.
La producción solicitó permiso para rodar en la West Mifflin Middle School en West Mifflin, Pensilvania. En diciembre de 2012, el rodaje tuvo lugar en el condado de Washington, Pensilvania, en la escuela secundaria, el centro de eventos Petersen en Oakland y el centro de convocatoria de la California University en Pensilvania.
La filmación fue programada para durar hasta enero de 2013. Algunas escenas fueron filmadas también en el Morven Park, una finca en Leesburg, Virginia.

## Lanzamiento
La fecha de lanzamiento para Foxcatcher fue fijada para el 20 de diciembre de 2013, pero más tarde se trasladó al 14 de noviembre de 2014. La película debutó en la competición por la palma de oro en el Festival de cine de Cannes de 2014, en mayo de ese año.
Steve Carrell, Channing Tatum y Mark Ruffalo en el Festival Internacional de Cine de Toronto (TIFF)

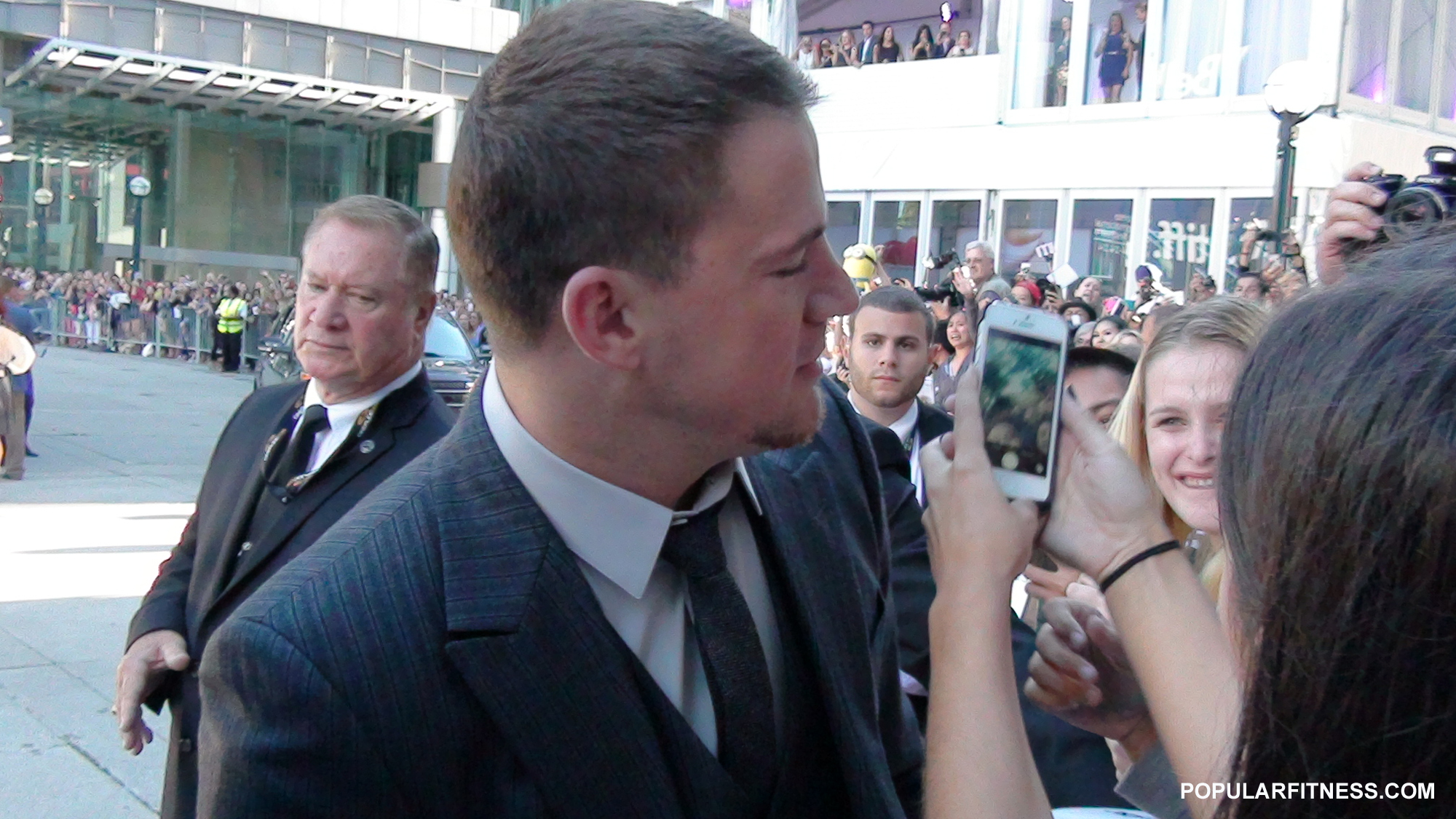
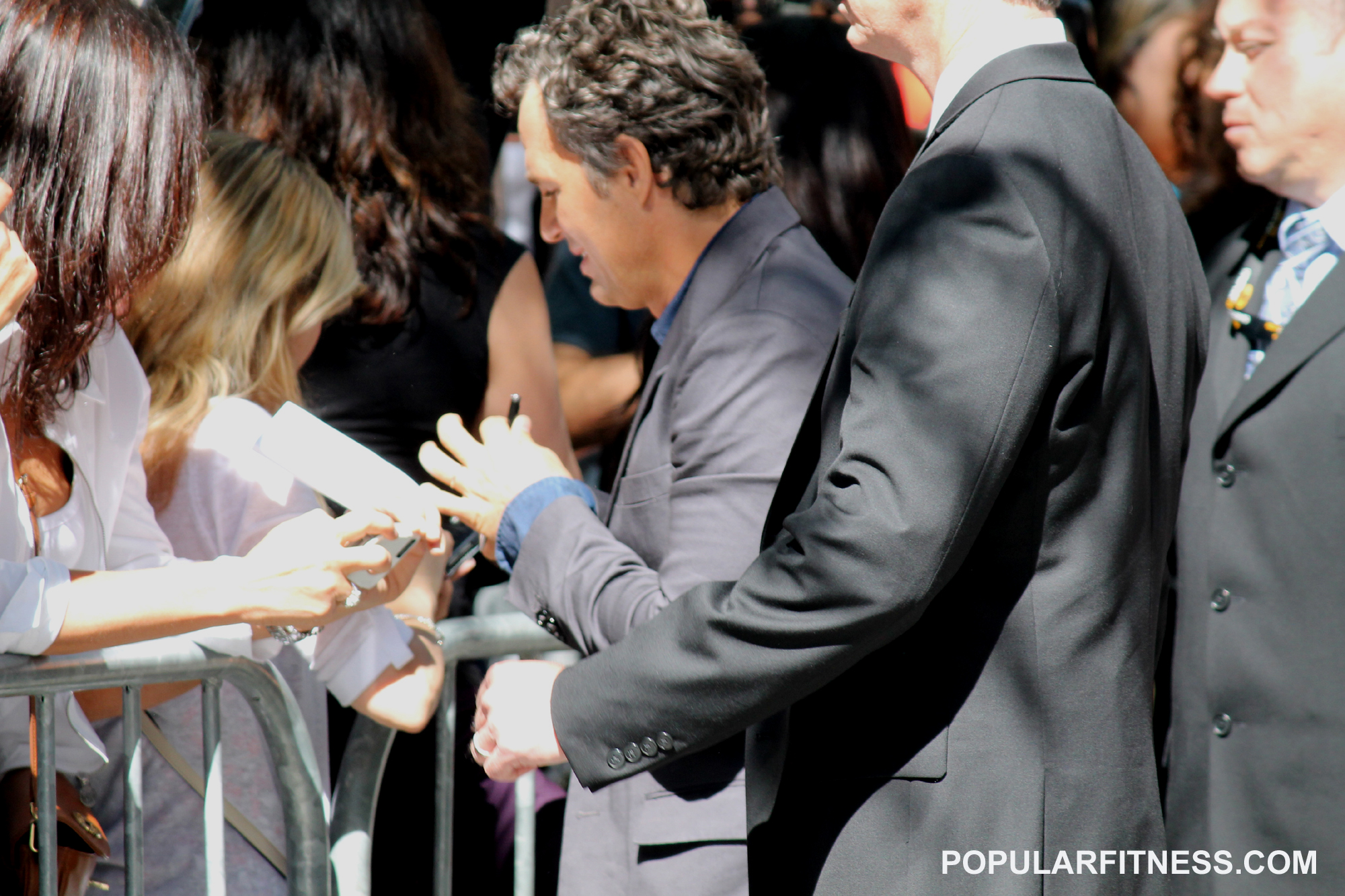
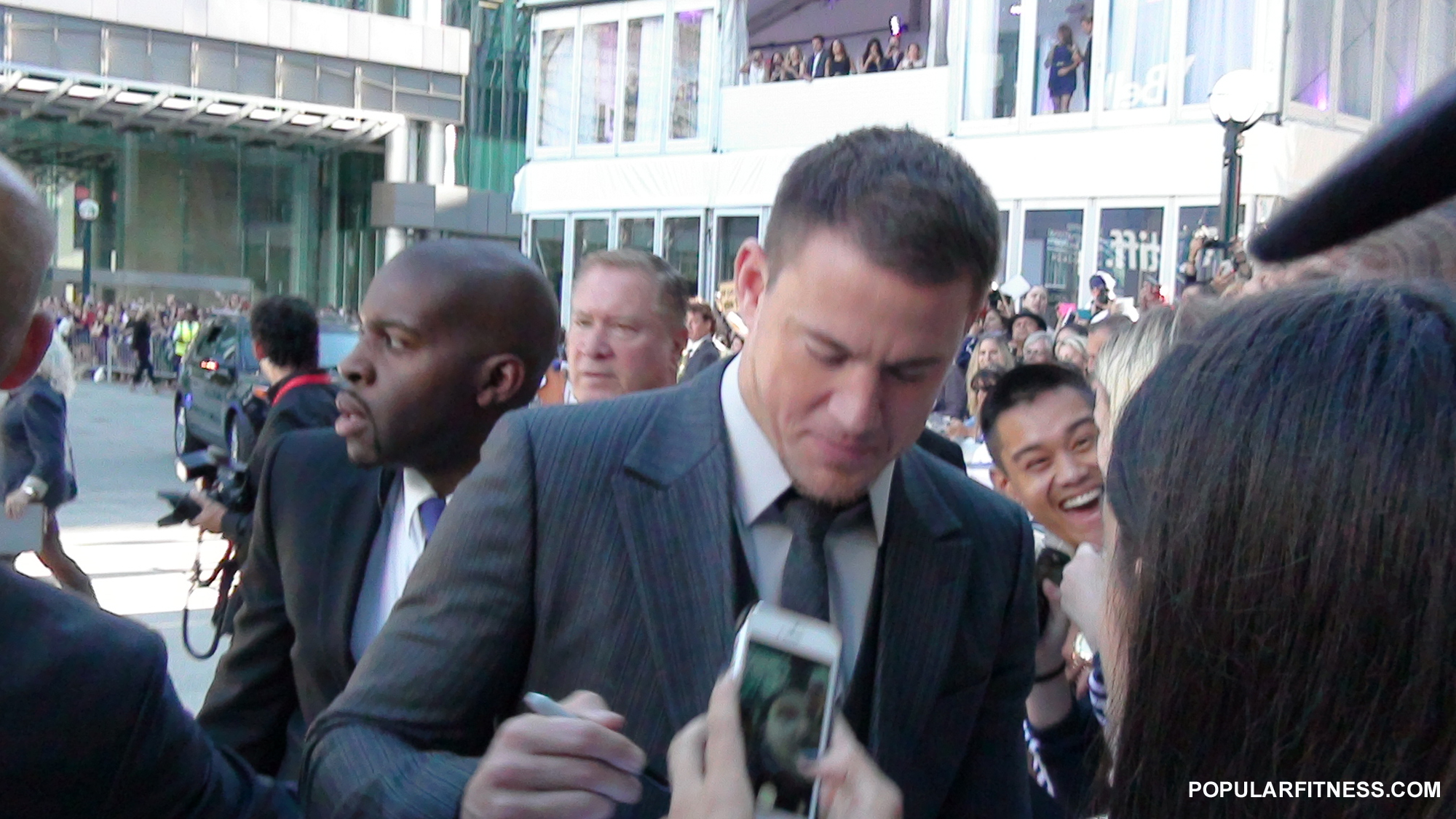
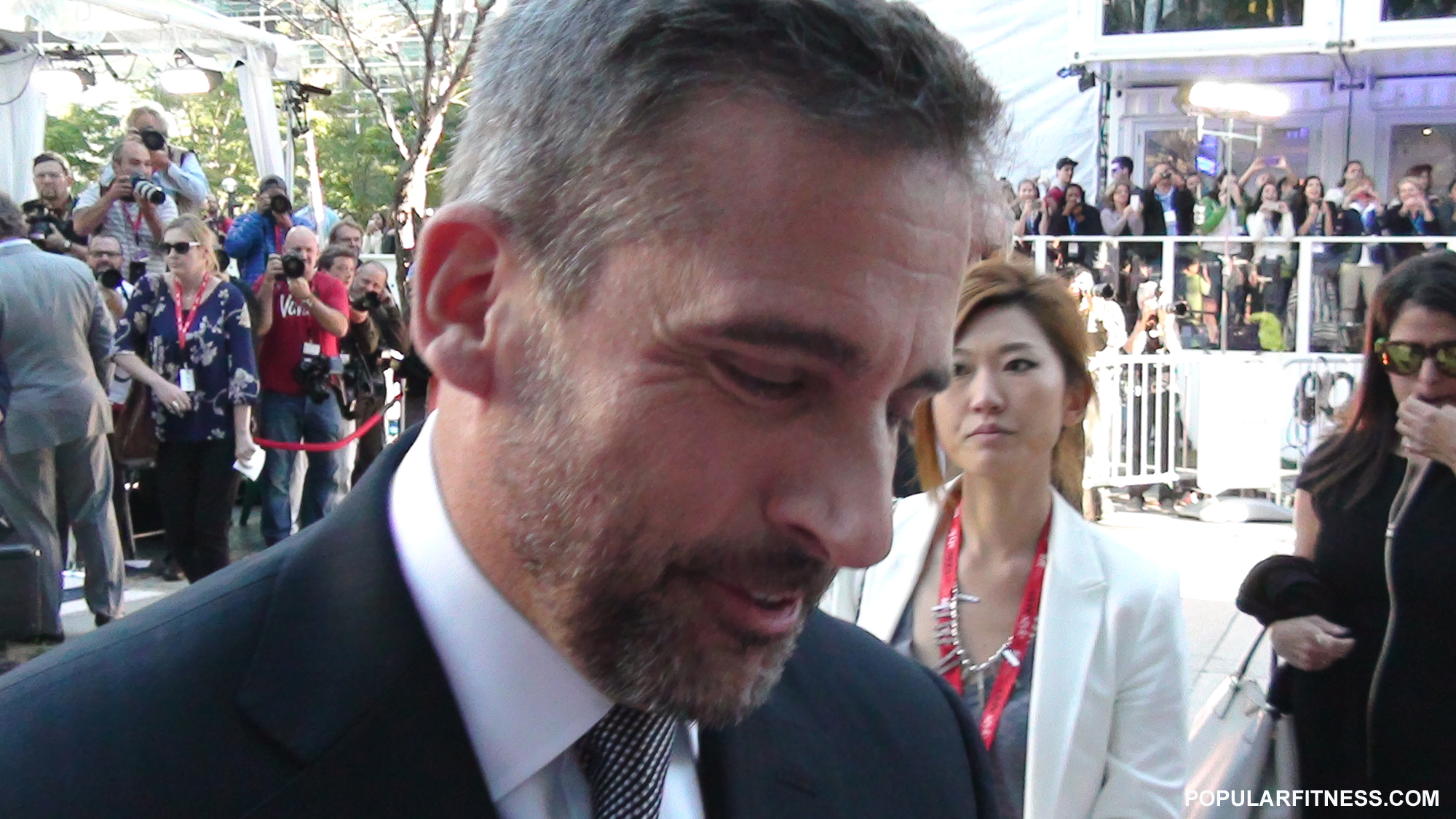

## Recepción crítica
La película recibió elogios de los críticos, muchos de ellos elogiando las actuaciones de Steve Carell, Channing Tatum y Mark Ruffalo. En el sitio web Rotten Tomatoes la película actualmente tiene una puntuación de 88% basada en 17 comentarios, con una calificación promedio de 8.7/10. En Metacritic tiene un puntaje de 91 basada en 10 comentarios, indicando 'aclamación universal'.
Justin Chang de Variety alabó la película, escribiendo: "Steve Carell, Mark Ruffalo y Channing Tatum dan excelentes actuaciones en la saga de crímenes reales poderosamente inquietante de Bennett Miller." Eric Kohn de Indiewire también reaccionó positivamente a la película, con la mayoría de sus elogios hacia las actuaciones de Carell y de Tatum.
Donald Clarke de The Irish Times elogió la dirección de Bennett Miller, diciendo que "él [Miller] golpea su paso con un imponente retrato de psicopatía y decadencia moral en el ambiente poco probable de lucha olímpica". Todd McCarthy de The Hollywood Reporter elogió el desempeño de Carell, llamándolo un "cambio de carrera".
Por otro lado, Budd Wilkins de Slant Magazine dio la película una crítica negativa y dijo que la película "nos ofrece casi nada de la utilidad o la complejidad de la patología de du Pont".

## Premios y nominaciones
| Premio                                   | Categoría                                               | Nominados                                                  | Resultado | Ref(s) |
| ---------------------------------------- | ------------------------------------------------------- | ---------------------------------------------------------- | --------- | ------ |
| Premios Óscar                            | Mejor director                                          | Bennett Miller                                             | Nominado  | [ 22 ] |
| Premios Óscar                            | Mejor actor                                             | Steve Carrell                                              | Nominado  | [ 22 ] |
| Premios Óscar                            | Mejor actor de reparto                                  | Mark Ruffalo                                               | Nominado  | [ 22 ] |
| Premios Óscar                            | Mejor guion original                                    | E. Max Frye & Dan Futterman                                | Nominados | [ 22 ] |
| Premios Óscar                            | Mejor maquillaje y peluquería                           | Bill Corso & Dennis Liddiard                               | Nominados | [ 22 ] |
| Festival de Cannes                       | Palma de Oro                                            | Bennett Miller                                             | Nominado  | [ 23 ] |
| Festival de Cannes                       | Mejor director                                          | Bennett Miller                                             | Ganador   | [ 23 ] |
| International Cinephile Society Awards   | Mejor actor                                             | Channing Tatum                                             | Ganador   | [ 23 ] |
| Premios Independent Spirit               | Premio Especial                                         | Premio Especial                                            | Ganadora  | [ 24 ] |
| Premios Satellite                        | Mejor actor                                             | Steve Carrell                                              | Nominado  | [ 25 ] |
| Premios Satellite                        | Mejor actor de reparto                                  | Mark Ruffalo                                               | Nominado  | [ 25 ] |
| Premios Gotham                           | Mejor reparto                                           | Channing Tatum, Steve Carrell & Mark Ruffalo               | Ganadores | [ 26 ] |
| Crítica de Ohio Central                  | Mejor actor de reparto                                  | Mark Ruffalo                                               | Nominado  | [ 27 ] |
| Crítica de Ohio Central                  | Mejor reparto                                           | Mejor reparto                                              | Nominado  | [ 27 ] |
| National Society of Film Critics         | Mejor actor de reparto                                  | Mark Ruffalo                                               | Nominado  | [ 28 ] |
| Crítica de Carolina del Norte            | Mejor actor de reparto                                  | Mark Ruffalo                                               | Nominado  | [ 29 ] |
| Crítica de Vancouver                     | Mejor actor de reparto                                  | Mark Ruffalo                                               | Nominado  | [ 30 ] |
| Crítica del Sudeste                      | Mejor película                                          | Foxcatcher                                                 | Nominada  | [ 31 ] |
| Crítica de Florida                       | Mejor actor de reparto                                  | Mark Ruffalo                                               | Nominado  | [ 32 ] |
| Asociación de Críticos de Phoenix        | Mejor actor de reparto                                  | Mark Ruffalo                                               | Nominado  | [ 33 ] |
| Globos de Oro                            | Mejor película - Drama                                  | Foxcatcher                                                 | Nominado  | [ 34 ] |
| Globos de Oro                            | Mejor actor - Drama                                     | Steve Carrell                                              | Nominado  | [ 34 ] |
| Globos de Oro                            | Mejor actor de reparto                                  | Mark Ruffalo                                               | Nominado  | [ 34 ] |
| Premios del Sindicato de Actores de Cine | Mejor actor                                             | Steve Carrell                                              | Nominado  | [ 35 ] |
| Premios del Sindicato de Actores de Cine | Mejor actor de reparto                                  | Mark Ruffalo                                               | Nominado  | [ 35 ] |
| Círculo de Críticos de Phoenix           | Mejor actor de reparto                                  | Mark Ruffalo                                               | Nominado  | [ 36 ] |
| Crítica de Houston                       | Mejor actor de reparto                                  | Mark Ruffalo                                               | Nominado  | [ 37 ] |
| Crítica de Londres                       | Mejor actor de reparto                                  | Mark Ruffalo                                               | Nominado  | [ 38 ] |
| Crítica de Chicago                       | Mejor actor de reparto                                  | Mark Ruffalo                                               | Nominado  | [ 39 ] |
| Crítica de St. Louis                     | Mejor actor de reparto                                  | Mark Ruffalo                                               | Nominado  | [ 40 ] |
| Crítica de San Diego                     | Mejor actor de reparto                                  | Mark Ruffalo                                               | Ganador   | [ 41 ] |
| Sociedad de Críticos Online              | Mejor actor de reparto                                  | Mark Ruffalo                                               | Nominado  | [ 42 ] |
| Crítica de San Francisco                 | Mejor actor de reparto                                  | Mark Ruffalo                                               | Nominado  | [ 43 ] |
| Premios de la Crítica Cinematográfica    | Mejor actor de reparto                                  | Mark Ruffalo                                               | Nominado  | [ 44 ] |
| Premios de la Crítica Cinematográfica    | Mejor maquillaje                                        | Mejor maquillaje                                           | Nominado  | [ 44 ] |
| Crítica de Washington                    | Mejor actor de reparto                                  | Mark Ruffalo                                               | Nominado  | [ 45 ] |
| Gremio de Productores (PGA)              | Mejor producción en una película                        | Anthony Bregman, Megan Ellison, Jon Kilik & Bennett Miller | Nominada  | [ 46 ] |
| Gremio de Directores Artísticos (ADG)    | Mejor dirección artística en una película contemporánea | Brad Ricker & Jess Gonchor                                 | Nominados | [ 47 ] |
| Gremio de Maquilladores y Peluqueros     | Mejores efectos especiales de maquillaje                | Bill corso, Kathrine Gordon, Geri Mataya & Marianne Skiba  | Nominados | [ 48 ] |
| Premios WGA                              | Mejor guion original                                    | Max Frye & Dan Futterman                                   | Nominados | [ 49 ] |